# Lista celor mai înalte poduri din lume

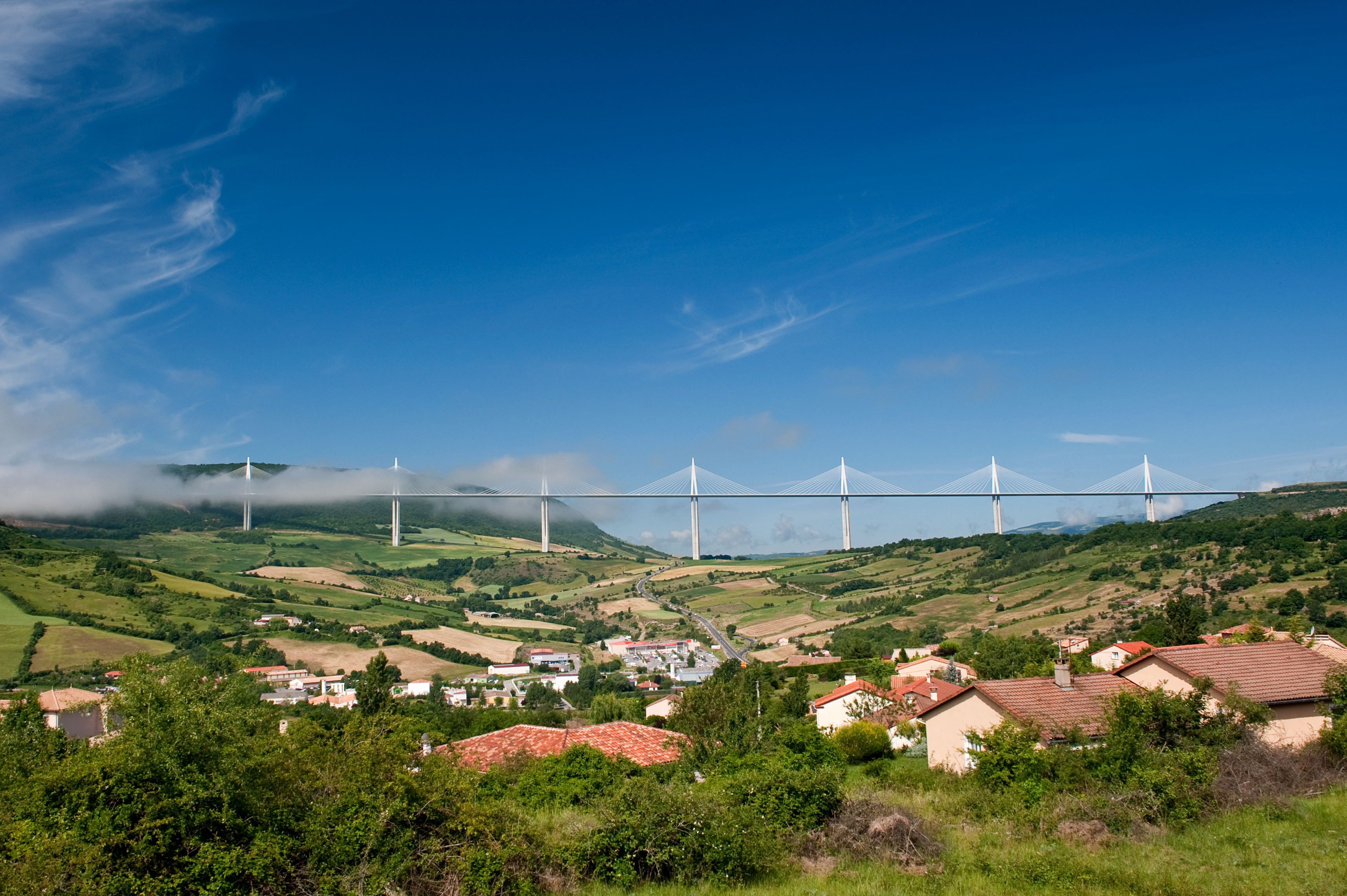
Viaductul Millau, deasupra satului Creissels, Franța

Lista celor mai înalte poduri din lume clasifică cele mai înalte poduri pe de o parte în funcție de înălțimea structurală (înălțimea celui mai înalt pilon), iar pe de altă parte în funcție de distanța între platforma podului (tablier) și fundul văii sau suprafața apei de sub pod. Au fost luate în considerare doar podurile cu o înălțime structurală sau o înălțime a platformei de cel puțin 200 de metri. 

## Diferența între înălțimea structurală și înălțimea platformei
Înălțimea structurală a unui pod este distanța verticală maximă de la partea sa superioară, respectiv vârful celui mai înalt pilon de pod, până la cea mai joasă parte expusă a podului, respectiv locul unde pilonii, turnurile sau stâlpii săi ies la suprafața solului sau a apei. Înălțimea structurală este diferită de înălțimea platformei, care măsoară distanța verticală maximă dintre platforma podului (calea de rulare a unui pod) și suprafața solului sau a apei de sub deschiderea podului. 

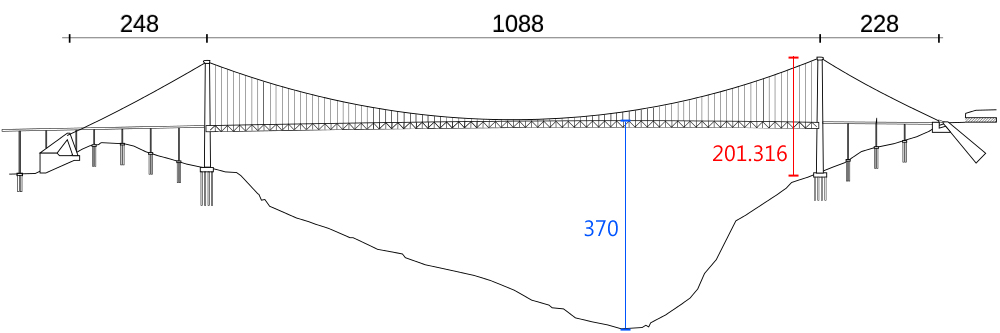
Podul Balinghe, Guanling, Guizhou, China Înălțime structurală: ' (locul 79 în lume în 2020) Înălțimea platformei: ' (locul 10 în lume în 2020)

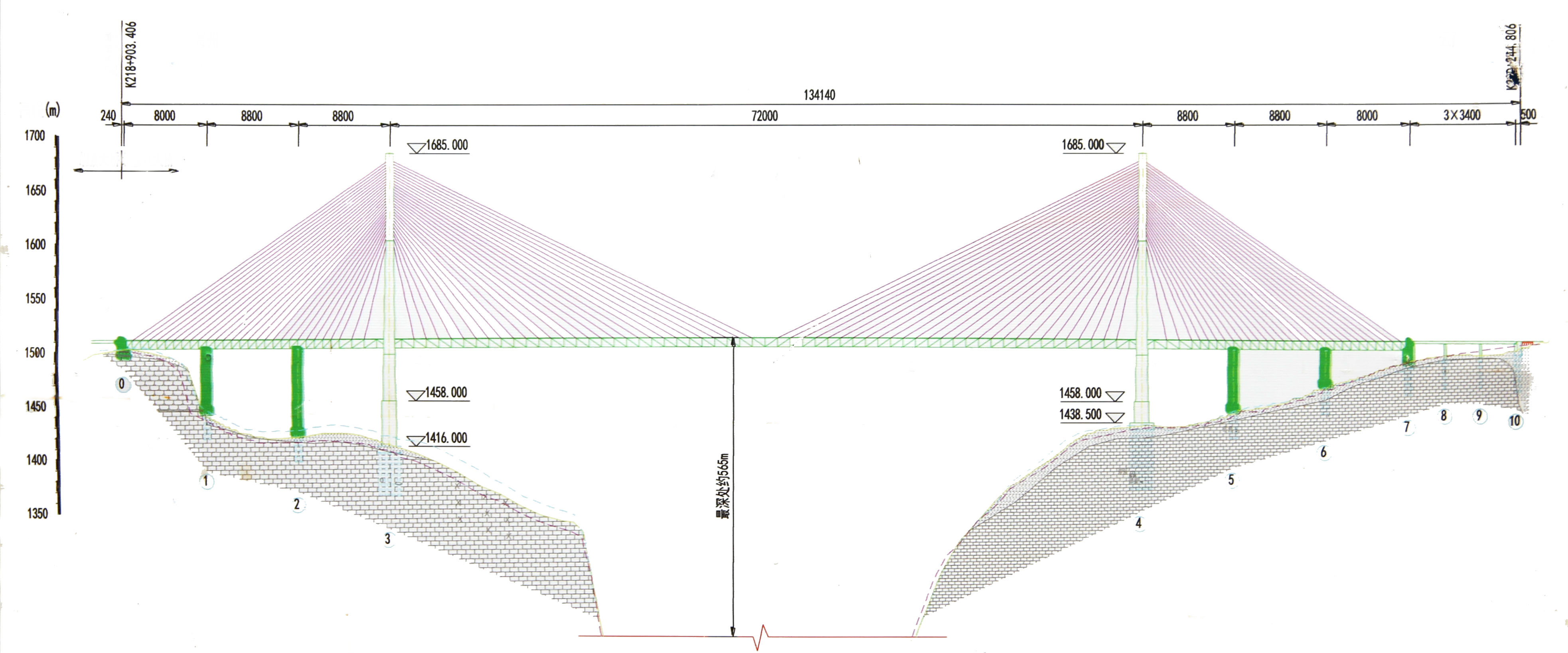
Podul Duge, Guiyang, Guizhou, China] Înălțime structurală: ' (locul 15 în lume în 2020) Înălțimea platformei: ' (locul 1 în lume în 2020)

Diferența dintre înălțimea structurală și înălțimea platformei unui pod poate fi explicată prin faptul că unele dintre cele mai înalte poduri sunt construite peste văi sau defilee adânci. 
De exemplu, Podul Duge (Guiyang, Guizhou, China) era în 2020 cel mai înalt pod din lume din punct de vedere al înălțimii platformei, dar doar al cincisprezecelea ca înălțime structurală. Acest pod se întinde peste un defileu adânc al râului Nizhu. Cei doi piloni ai podului, construiți pe marginile opuse ale defileului, au o înălțime de 269 metri fiecare, dar datorită adâncimii defileului râului, înălțimea platformei podului Duge este de 565 metri.
Viaductul Millau este un pod hobanat care este înalt atât din punct de vedere al înălțimii structurale, cât și din punct de vedere al înălțimii platformei. Cel mai înalt turn al viaductului Millau este situat aproape de fundul văii, ceea ce conferă viaductului o înălțime structurală de 343 metri și o înălțime a platformei de 270 m deasupra fundului văii. Astfel, Viaductul Millau era în anul 2023 cel mai înalt pod din lume dacă se lua în considerare înălțimea structurală, dar doar al treizecilea cel mai înalt pod din lume raportat la înălțimea platformei.
Provincia chineză Guizhou găzduiește aproape jumătate dintre cele mai înalte 100 de poduri din lume din punct de vedere al înălțimii platformei, două dintre acestea, Huajiang Grand Canyon și Duge, ambele peste râul Beipan, fiind în 2025 cele mai înalte poduri din lume, având o înălțime față de râu de 625, respectiv 565 de metri, echivalent cu înălțimea unor clădiri de peste 200 de etaje.

## Lista celor mai înalte poduri din lume în funcție de înălțimea structurală
- Lista celor mai înalte poduri din lume în funcție de înălțimea structurală

## Lista celor mai înalte poduri din lume în funcție de înălțimea platformei
- Lista celor mai înalte poduri din lume în funcție de înălțimea platformei